# Isabel Kovačić
Isabel Kovačić (* 12. August 1997 in Zadar) ist eine kroatische Volleyballspielerin.

## Karriere
Kovačić begann ihre Karriere an der Araphoe High School. Von 2015 bis 2018 studierte sie an der Bowling Green State University und spielte in der Universitätsmannschaft Falcons. Nach ihrem Studium ging sie zum slowenischen Verein Gen-I Volley. In der Saison 2019/20 spielte die Diagonalangreiferin mit der zweiten Mannschaft der Roten Raben Vilsbiburg in der zweiten Bundesliga Süd. Danach ging sie zum französischen Verein US Villejuif. 2021 wechselte sie innerhalb Frankreichs zu Quimper Volley. 2022/23 war sie in Tschechien bei PVK Přerov und danach in Belgien bei BÀO Tchalou Volley aktiv. In der Saison 2024/25 wurde sie mit dem Schweizer Verein Volley Lugano Dritte in der Liga. 2025 wurde Kovačić vom deutschen Bundesligisten Schwarz-Weiss Erfurt verpflichtet.